# Román pátriárkák listája
Az alábbi lista a román ortodox egyház legfőbb méltóságának viselőit, a havasalföldi és velük párhuzamosan a moldvai, illetve a későbbi román metropolitákat és pátriárkákat tartalmazza.
A nevek görögös  – illetve, ha van ilyen, magyaros – alakban szerepelnek.

## Havasalföldi metropoliták (1359–1850)
| Jácint                            | metropolita: 1359 – 1372                       | Iachint Cristopulos |                                          |
| Khariton                          | metropolita: 1372 – 1381                       | Hariton             |                                          |
| Antimiosz                         | metropolita: 1381 – ?                          | Antim               |                                          |
| I. Teodór                         | metropolita: 1400? körül                       | Teodor              |                                          |
| Interregnum 1400 körül            |                                                |                     |                                          |
| I. Efthimiosz                     | metropolita: 1412 körül                        | Eftimie             |                                          |
| József                            | metropolita: 1464 körül                        | Iosif               |                                          |
| I. Makariosz                      | metropolita: 1482 körül                        | Macarie I           |                                          |
| I. Hilárión                       | metropolita: 1482 körül                        | Ilarion I           |                                          |
| Maximosz                          | metropolita: 1505 – 1508                       | Maxim               |                                          |
| Interregnum 1508 – 1512           |                                                |                     |                                          |
| II. Makariosz                     | metropolita: 1512 – 1521                       | Macarie al II-lea   |                                          |
| II. Hilárión                      | metropolita: 1521 – 1523                       | Ilarion al II-lea   |                                          |
| Interregnum 1523 – 1525           |                                                |                     |                                          |
| II. Teodór                        | metropolita: 1525 – 1533                       | Teodor al II-lea    |                                          |
| I. Mitrophanosz                   | metropolita: 1533 – 1535                       | Mitrofan I          |                                          |
| I. Varlaam                        | metropolita: 1535 – 1544                       | Varlaam I           |                                          |
| Anániás                           | metropolita: 1544 – 1558                       | Anania              |                                          |
| Efrém                             | metropolita: 1558 – ?                          | Efrem               |                                          |
| I. Dániel                         | metropolita: ? – 1566                          | Daniil I            |                                          |
| Interregnum 1566 – 1568           |                                                |                     |                                          |
| II. Efthimiosz                    | metropolita: 1568 – 1576                       | Eftimie al II-lea   |                                          |
| Szeráfim                          | metropolita: 1576 – 1586                       | Serafim             |                                          |
| I. Mihály                         | metropolita: 1586 – 1590                       | Mihail I            |                                          |
| Niképhorosz                       | metropolita: 1590                              | Nichifor            |                                          |
| II. Mihály                        | metropolita: 1590 – 1594                       | Mihail al II-lea    |                                          |
| III. Efthimiosz                   | metropolita: 1594 – 1602                       | Eftimie al III-lea  |                                          |
| Lukács                            | metropolita: 1602 – 1629                       | Luca                |                                          |
| I. Gergely                        | metropolita: 1629 – 1636                       | Grigore I           |                                          |
| Teofil                            | metropolita: 1636 – 1648                       | Teofil              |                                          |
| I. István                         | metropolita: 1648 – 1653                       | Ștefan I            |                                          |
| I. Ignác                          | metropolita: 1653 – 1662                       | Ignațiu             |                                          |
| I. István (2x)                    | metropolita: 1662 – †1668. április 25.         | Ștefan I            |                                          |
| Teodóz (*1620 k.)                 | metropolita: 1662 – 1672, ld. alább            | Teodosie            |                                          |
| Dénes                             | metropolita: 1672                              | Dionisie I          |                                          |
| II. Varlaam                       | metropolita: 1672 – 1679                       | Varlaam al II-lea   |                                          |
| Teodóz (2x)                       | metropolita: 1679 – †1708                      | Teodosie            |                                          |
| Anthemiosz                        | metropolita: 1708 – †1716 szeptembere/októbere | Antim Ivireanul     |                                          |
| II. Mitrophanosz                  | metropolita: 1716 – 1719                       | Mitrofan al II-lea  |                                          |
| II. Dániel                        | metropolita: 1719 – 1731                       | Daniil al II-lea    |                                          |
| II. István                        | metropolita: 1731 – 1738                       | Ștefan al II-lea    |                                          |
| I. Nephitosz                      | metropolita: 1738 – 1753                       | Neofit I            |                                          |
| I. Filaret                        | metropolita: 1753 – 1760                       | Filaret I           |                                          |
| II. Gergely                       | metropolita: 1760 – ?                          | Grigore al II-lea   |                                          |
| III. Gergely                      | metropolita: ?                                 | Grigore al III-lea  |                                          |
| II. Gergely (2x)                  | metropolita: ? – 1787                          | Grigore al II-lea   |                                          |
| Kozma                             | metropolita: 1787 – 1792                       | Cosma Popescu       |                                          |
| II. Filaret (*1742)               | metropolita: 1792 – 1793, †1794                | Filaret al II-lea   |                                          |
| Dosziteosz                        | metropolita: 1793 – 1810                       | Dositei Filitti     |                                          |
| II. Ignác                         | metropolita: 1810 – 1812                       | Ignatie             |                                          |
| Nektáriosz                        | metropolita: 1812 – 1819                       | Nectarie            |                                          |
| Interregnum 1819 – 1821           |                                                |                     |                                          |
| II. Dénes                         | metropolita: 1821 – 1823                       | Dionisie al II-lea  |                                          |
| IV. Gergely                       | metropolita: 1823 – 1834                       | Grigorie al IV-lea  |                                          |
| Interregnum 1834 – 1840           |                                                |                     |                                          |
| II. Neophitosz (*1778. január 1.) | metropolita: 1840 – 1849, †1850. január 14.    | Neofit al II-lea    | Utódai a román metropoliták, pátriárkák. |

## Moldvai metropoliták (1401– napjaink)
| II. József                             | metropolita: 1401 körül                        | Iosif Mușat             |                              |
| Damján                                 | metropolita: 1436 – 1447                       | Damian                  |                              |
| Joachim                                | metropolita: 1447 – 1452                       | Ioachim                 |                              |
| I. Theoktisztosz                       | metropolita: 1452 – 1477                       | Teoctist I              |                              |
| I. György                              | metropolita: 1477 – 1508                       | Gheorghe I de Neamțu    |                              |
| II. Theoktisztosz                      | metropolita: 1509 – 1528                       | Teoctist II             |                              |
| I. Kallisztratosz                      | metropolita: 1528 – 1530                       | Calistrat               |                              |
| I. Theophanosz                         | metropolita: 1530 – 1546                       | Teofan I                |                              |
| I. Gergely                             | metropolita: 1546 – 1551                       | Grigorie Roșca          |                              |
| II. György                             | metropolita: 1551 – 1552                       | Gheorghe II de Bistrița |                              |
| II. Gergely                            | metropolita: 1552 – 1564                       | Grigorie II de la Neamț |                              |
| II. Theophanosz                        | metropolita: 1564 – 1572                       | Teofan II               |                              |
| Anasztáz                               | metropolita: 1572 – 1577                       | Anastasie               |                              |
| II. Theophanosz (2x)                   | metropolita: 1578 – 1579                       | Teofan II               |                              |
| Interregnum 1579 – 1582                |                                                |                         |                              |
| II. Theophanosz (3x)                   | metropolita: 1582 – 1588                       | Teofan II               |                              |
| III. Gergely                           | metropolita: 1588 – 1591                       | Gheorghe III Movilă     |                              |
| Nikanor                                | metropolita: 1591 – 1594                       | Nicanor                 |                              |
| III. Gergely (2x)                      | metropolita: 1594 – 1600                       | Gheorghe III Movilă     |                              |
| Interregnum 1600 – 1601                |                                                |                         |                              |
| III. Gergely (3x)                      | metropolita: 1601 – 1605                       | Gheorghe III Movilă     |                              |
| Teodóz                                 | metropolita: 1605 – 1608                       | Teodosie Barbovschi     |                              |
| I. Anasztáz (*1560 k.)                 | metropolita: 1608 – †1629. január 19.          | Anastasie Crimca        |                              |
| II. Anasztáz                           | metropolita: 1629 – 1632                       | Anastasie II            |                              |
| Varlaam (*1580 k.)                     | metropolita: 1632 – 1653, †1657. augusztus 18. | Varlaam Moțoc           |                              |
| I. Gedeon                              | metropolita: 1653 – 1659                       | Ghedeon                 |                              |
| I. Száva                               | metropolita: 1659 – 1666                       | Sava                    |                              |
| Interregnum 1666 – 1670                |                                                |                         |                              |
| I. Gedeon (2x)                         | metropolita: 1670 – 1671                       | Ghedeon                 |                              |
| Doszitheosz (*1624. október 26.)       | metropolita: 1671 – 1674, ld. alább            | Dosoftei Barilă         |                              |
| Interregnum 1674 – 1675                |                                                |                         |                              |
| Doszitheosz (2x)                       | metropolita: 1675 – 1686, †1693. december 13.  | Dosoftei Barilă         |                              |
| II. Kallisztratosz                     | metropolita: 1686 – 1689                       | Calistrat Vartic        |                              |
| II. Száva                              | metropolita: 1689 – 1701                       | Sava de la Roman        |                              |
| Interregnum 1701 – 1708                |                                                |                         |                              |
| II. Gedeon                             | metropolita: 1708 – 1722                       | Ghedeon                 |                              |
| IV. György                             | metropolita: 1722 – 1730                       | Gheorghe IV             |                              |
| Antal                                  | metropolita: 1730 – 1740                       | Antonie                 |                              |
| Niképhorosz                            | metropolita: 1740 – 1750                       | Nechifor                |                              |
| I. Jakab                               | metropolita: 1750 – 1760                       | Iacob Putneanul         |                              |
| Gábor (*1710 k.)                       | metropolita: 1761 – †1786. február 20.         | Gavriil Callimachi      |                              |
| Leó (*1730 k.)                         | metropolita: 1786 – †1788 decembere            | Leon Gheucă             |                              |
| Ambrus                                 | metropolita: 1788 – 1792                       | Ambrozie Serebrenicov   |                              |
| II. Jakab                              | metropolita: 1792 – 1803                       | Iacob Stamati           |                              |
| Benjámin (*1768. december 20.)         | metropolita: 1803 – 1842, †1846. december 18.  | Veniamin Costache       |                              |
| Interregnum 1842 – 1851                |                                                |                         |                              |
| Szophróniosz (*1790)                   | metropolita: 1851 – †1861. május 21.           | Sofronie Miclescu       |                              |
| Interregnum 1861 – 1865                |                                                |                         |                              |
| Kallinikosz (*1822. április 16.)       | metropolita: 1865 – 1875, †1886. augusztus 14. | Calinic Miclescu        | Román metropolita 1875–1986. |
| II. József (*1818. július 27.)         | metropolita: 1875 – †1902. január 26.          | Iosif Naniescu          |                              |
| Partheniosz (*1847. október 10.)       | metropolita: 1902 – 1908, †1910. január 9.     | Partenie Clinceni       |                              |
| Pimen (*1853. október 24.)             | metropolita: 1909 – †1934. november 12.        | Pimen Georgescu         |                              |
| Nikodémosz (*1864. december 6.)        | metropolita: 1934 – 1939, †1948. február 27.   | Nicodim Munteanu        | Román pátriárka 1939–1948.   |
| Irinej (*1874. július 24.)             | metropolita: 1939 – 1947, †1948. április 5.    | Irineu Mihălcescu       |                              |
| Jusztinianusz (*1901. február 2.)      | metropolita: 1947 – 1948, †1977. március 26.   | Justinian Marina        | Román pátriárka 1948–1977.   |
| Interregnum 1948 – 1950                |                                                |                         |                              |
| Sebestyén (*1884. szeptember 22.)      | metropolita: 1950 – †1956. szeptember 15.      | Sebastian Rusan         |                              |
| Jusztinusz (*1910. március 5.)         | metropolita: 1957 – 1977, †1986. július 31.    | Iustin Moisescu         | Román pátriárka 1977–1986.   |
| III. Theoktisztosz (*1915. február 7.) | metropolita: 1977 – 1986, †2007. július 30.    | Teoctist Arăpașu        | Román pátriárka 1986–2007.   |
| Interregnum 1986 – 1990                |                                                |                         |                              |
| Dániel (*1951. július 21.)             | metropolita: 1990 – 2007, él                   | Dan Ilie Ciobotea       | Román pátriárka 2007-től.    |
| III. Theophanosz (*1959. október 19.)  | metropolita: 2008 óta                          | Teofan Savu             |                              |

## Román metropoliták (1850–1925)
| N  | Román metropolita                | Hivatali idő                                   | Román eredeti név     | Megjegyzés |
| -- | -------------------------------- | ---------------------------------------------- | --------------------- | ---------- |
| 1. | Niphón (*1789)                   | metropolita: 1850 – †1875. május 5.            | Nifon Rusailă         |            |
| 2. | Kallinikosz (*1822. április 16.) | metropolita: 1875 – †1886. augusztus 14.       | Calinic Miclescu      |            |
| 3. | József (*1829. augusztus 29.)    | metropolita: 1886 – 1893, ld. alább            | Iosif Gheorghian      |            |
| 4. | Gennádiosz (*1836 márciusa)      | metropolita: 1893 – 1896, †1918. augusztus 31. | Ghenadie Petrescu     |            |
| 3. | József (2x)                      | metropolita: 1896 – †1909. január 24.          | Iosif Gheorghian      |            |
| 5. | Atanáz (*1856. augusztus 12.)    | metropolita: 1909 – 1911, †1931. október 31.   | Atanasie Mironescu    |            |
| 6. | Konon (*1837. február 2.)        | metropolita: 1912 – 1918, †1922. augusztus 2.  | Conon Arămescu-Donici |            |
| 7. | Miron (*1868. július 20.)        | metropolita: 1919 – 1925, ld. alább            | Miron Cristea         |            |

## Román pátriárkák (1925– napjaink)
| N  | Román pátriárka                   | Hivatali idő                         | Román eredeti név | Megjegyzés |
| -- | --------------------------------- | ------------------------------------ | ----------------- | ---------- |
| 1. | Miron                             | pátriárka: 1925 – †1939. március 6.  | Miron Cristea     |            |
| 2. | Nikodémosz (*1864. december 6.)   | pátriárka: 1939 – †1948. február 27. | Nicodim Munteanu  |            |
| 3. | Jusztinianusz (*1901. február 2.) | pátriárka: 1948 – †1977. március 26. | Justinian Marina  |            |
| 4. | Jusztinusz (*1910. március 5.)    | pátriárka: 1977 – †1986. július 31.  | Iustin Moisescu   |            |
| 5. | Theoktisztosz (*1915. február 7.) | pátriárka: 1986 – †2007. július 30.  | Teoctist Arăpașu  |            |
| 6. | Dániel (*1951. július 21.)        | pátriárka: 2007 óta                  | Dan Ilie Ciobotea |            |

## Fordítás
- Ez a szócikk részben vagy egészben  a   Listă de mitropoliți ai Ungrovlahiei című román Wikipédia-szócikk fordításán alapul.  Az eredeti cikk szerkesztőit annak laptörténete sorolja fel. Ez a jelzés csupán a megfogalmazás eredetét és a szerzői jogokat jelzi, nem szolgál a cikkben szereplő információk forrásmegjelöléseként.
- Ez a szócikk részben vagy egészben  a   Mitropolia Moldovei și Bucovinei című román Wikipédia-szócikk fordításán alapul.  Az eredeti cikk szerkesztőit annak laptörténete sorolja fel. Ez a jelzés csupán a megfogalmazás eredetét és a szerzői jogokat jelzi, nem szolgál a cikkben szereplő információk forrásmegjelöléseként.
- Ez a szócikk részben vagy egészben  a   Patriarch of All Romania című angol Wikipédia-szócikk fordításán alapul.  Az eredeti cikk szerkesztőit annak laptörténete sorolja fel. Ez a jelzés csupán a megfogalmazás eredetét és a szerzői jogokat jelzi, nem szolgál a cikkben szereplő információk forrásmegjelöléseként.